# G-Force Cobra
De G-Force Cobra is een sportwagen van de Australische fabrikant G-Force. Zoals de naam doet vermoeden is de auto een replica van de Britse AC Cobra. Het is een tweedeurs roadster, technisch gebaseerd op de Toyota Crown. De Cobra is een kitcar die in twee kits leverbaar is.